# Sandra Siemens
Sandra Siemens (Wheelwright, 15 de junio de 1965) es una escritora argentina dedicada a la literatura infantil y juvenil. Tiene publicaciones en Argentina, México, España, Colombia y Estados Unidos. Tres de sus libros fueron seleccionados para integrar el catálogo White Ravens: la novela «El hombre de los pies-murciélago» en 2010, el cuento La tortilla de papas en 2015 y la novela Cocodrilo con flor rosa en 2020. Obtuvo una Distinción Especial en el Premio Nacional de Literatura Infantil, producción 2008-2011.

## Biografía
En su niñez, su familia se instaló en Wheelwright, un pequeño pueblo del sur santafesino donde vivió en su adolescencia hasta terminar la escuela secundaria. Debido a su interés de estudiar Antropología se mudó a Buenos Aires para comenzar la carrera en la Universidad de Buenos Aires, que luego abandonó para volver a Wheelwright. Cursó la carrera de Letras en la Universidad Nacional de Rosario (UNR).
Asistió al taller de Literatura Infantil de la SADE, dirigido por María Ruth Pardo Belgrano. Años más tarde, concurrió al taller Julio Cortázar de la escritora Alma Maritano, en Rosario, a la que considera su maestra y quien la guio para escribir.
El primer libro publicado de Siemens es la novela Un tren a Cartagena, con la cual ganó el Concurso de novela juvenil de Editorial Colihue cuyo premio era la publicación. «A partir de ver mi primer libro publicado, empecé a pensar en que esto que tanto me gustaba hacer, que era escribir, podría transformarse en un oficio. Fue a partir de entonces me enfoqué más ello.»
El reconocimiento de los colegas, la crítica y los lectores llegó con la obra La Muralla que obtuvo el Premio de Literatura Infantil El Barco de Vapor Argentina 2009 por unanimidad del jurado.
El catálogo White Ravens, que cada año elabora la Biblioteca Juvenil Internacional (Internationale Jugendbibliothek) con sede en Múnich, Alemania, es considerado uno de los reconocimientos más importante en el género de la literatura Infantil y juvenil en el mundo, en el cual Siemens ya ha sido tres veces seleccionada: en 2010 recibió la distinción White Ravens por su obra El hombre de los pies-murciélago, en 2015 por su libro La tortilla de papas, y en 2020 por Cocodrilo con flor rosa, una historia sobre el abuso y el silencio, donde relata la vida y el drama de una adolescente en un pueblo.
En 2015 ALIJA destacó a sus libros La tortilla de papas y Tatuajes como Mejor cuento infantil y Mejor novela juvenil, respectivamente, y en 2016, Lucía, no tardes, fue seleccionada como la Mejor novela juvenil.
En sus libros abordó temas como el abuso, el exilio, la muerte, la adopción, el bullying, la intolerancia, aunque nunca pensó en escribir sobre un tema en particular.
Escribe narrativa aunque dice que le encanta la poesía.

Escribo libros para niños y para jóvenes. En ellos trato de poner en palabras mi manera de mirar el mundo.

Vive en Wheelwright, donde dicta talleres de escritura. Tiene cuatro hijos.

## Obras publicadas
Entre sus libros figuran:
- Un tren a Cartagena. (1992). Firmado como Sandra Matiasevich
- El bandido de los mares. (1993).
- El crimen del Sr. Ambrosio. (1994).
- ¡Ay! -dijo Filiberto. (1994).
- De unicornios e hipogrifos. (1995).
- La silla de izquierda. (1997).
- El grito. (1998).
- La polilla. (2002). ISBN 950-07-2233-X
- El monstruo Groppopol. (2005). ISBN 950-07-2630-0
- El último heliogábalo. (2008).
- Borug, un monstruo común y corriente. (2009).
- El hombre de los pies-murciélagos. (2009).
- La muralla (2009). ISBN 978-987-573-397-8
- Un nudo en la garganta. ISBN 978-987-731-430-4
- Ulises y la vuelta a la manzana. ISBN 978-987-642-128-7
- La doncella roja. (2012). ISBN 987-573788-4
- El fantasma y otros cuentos.
- La maldita pulga. ISBN 987-38-2106-6
- Mi papá es un tlacuilo. (2012).
- Animales en verso.
- La princesa más pequeña. (2013).
- Querido Blog. (2013). ISBN 978-987-573-857-7
- Tatuajes. (2014). ISBN 987-54-5613-6
- Lucía, no tardes. (2015).
- La tortilla de papas. ISBN 978-987-1343-94-2
- Barrilete.(2015). ISBN 978-987-3854-03-3
- Rita Bonita. ISBN 978-987-3854-74-3
- Otto y Kimoti. ISBN 978-987-3854-51-4
- La linternita mágica. (2015). ISBN 978-987-642-382-3
- La banda del siglo. (2016). ISBN 978-950-4649-38-0
- Bombay. (2018). ISBN 978-987-731-990-3
- Cocodrilo con flor rosa. (2019). ISBN 978-987-545-746-1
- Esa cuchara. (2020). ISBN 978-987-47079-9-4
- El viaje de la mariposa (2025[17]) ISBN 978-987-791-092-6

### Participación en antologías
- Tortugas, galletas y bandidos. (1995).
- Brujos, ruedas y ranas. (1995).
- Concurso Nacional para Jóvenes Narradores «Haroldo Conti» / Subsecretaría del Cultura del Gobierno de la Provincia de Buenos. (1996).
- Concurso Nacional para Jóvenes Narradores «Haroldo Conti» / Subsecretaría del Cultura del Gobierno de la Provincia de Buenos. (1997).
- Antología Literaria Santafesina (para niños de 6 a 11 años). (1999).
- 15 de brujas. (2000).
- Teatro para adolescentes. Antología de dramaturgos argentinos. (2007).[18]
- Su libro Borug participó de la Antología bilingüe de Literatura Infantil, presentada en el stand de Argentina en la Feria del Libro de Fráncfort, Alemania. (2010).
- Las voces del fuego – Mitos y leyendas de nuestra América. (2017).
- Diez en un barco.
- Su libro Rita Bonita participa de la Antología bilingüe de Literatura Infantil, presentada por Argentina en la Feria del Libro Fráncfort, Alemania, versión virtual (2020).[19]

## Premios y reconocimientos
Ha recibido varias distinciones, entre las que se cuentan:
- 1985 - Segundo Premio Concurso «Héctor Murena» S.A.D.E.
- 1986 - Premio Accésit Concurso «Joaquín V. González», organizado por el Instituto «Félix Bernasconi» con el auspicio de la Dirección Nacional de Educación Primaria y Pre-primaria del Ministerio de Educación.
- 1990 - Tercer Premio del Concurso Colihue de Novela Juvenil.
- 1996 - Finalista del Concurso Nacional para Jóvenes Narradores «Haroldo Conti».
- 1997 - Finalista del Concurso Nacional para Jóvenes Narradores «Haroldo Conti».
- 2004 - Finalista en el Premio de Literatura Infantil «El Barco de Vapor».
- 2007 - Finalista en el Premio de Literatura Infantil «El Barco de Vapor».
- 2008 - Ganadora del Premio Latinoamericano de Literatura Infantil y Juvenil Norma-Fundalectura 2008, por El último heliogábalo.[20]
- 2009 - Premio de Literatura Infantil “El Barco de Vapor” 2009, por la novela La muralla.[21][22][23]
- 2010 - Lista White Ravens de Internationale Jugendbibliotheken de Múnich por la novela El hombre de los pies-murciélago.
- 2012 - Finalista en el Premio de Literatura Infantil «El Barco de Vapor».
- 2012 - Distinción Especial en el Premio Nacional de Literatura Infantil, producción 2008-2011.
- 2014 - Premio Destacados ALIJA 2014: Mejor novela juvenil 2014 Tatuajes y Mejor cuento infantil 2014 Tortilla de papas.[24]
- 2015 - Premio Destacados ALIJA 2015: Mejor novela juvenil 2015 Lucía, no tardes.[25]
- 2015 - Lista White Ravens de Internationale Jugendbibliotheken de Múnich por La tortilla de papas.[26]
- 2018 - Lista de Honor IBBY por Lucía, no tardes.[27]
- 2019 - Premio de Literatura Infantil “El Barco de Vapor” 2018 por Bombay.[28][29]
- 2020 - Lista White Ravens de Internationale Jugendbibliotheken de Múnich por Cocodrilo con flor rosa.[30]
- 2024 Premio Konex Diploma al Mérito en la disciplina Literatura Infantil.[31]